# Juniklub
Der Juniklub war ein rechtsintellektueller Zirkel in der Weimarer Republik, respektive ein Diskussionskreis der Jungkonservativen. Der von Hans Roeseler initiierte, von Arthur Moeller van den Bruck dominierte, sich zeitweise täglich treffende Kreis gilt als bedeutendste rechte Ideenzentrale zu Beginn der 1920er Jahre.
Die zusammentreffenden Intellektuellen wollten auf konservativer Grundlage Ideen über die Gestaltung der politischen Zukunft Deutschlands gewinnen. Abgelehnt wurden der Massen- und Parteienstaat ebenso wie die westliche Demokratie und die Erfüllungspolitik für den Versailler Vertrag. Angestrebt wurde eine ständisch-korporative Gesellschaft, geleitet von einem unabhängigen und verantwortlichen Führertum.
Publizistisches Organ war die Wochenzeitschrift Das Gewissen, ab 1928 der Der Ring. Inhaber des „Ring-Verlages“ (ab 1922) war Heinrich von Gleichen-Rußwurm.

## Geschichte

### Gründung
Im März 1919 wurde bei einer Zusammenkunft zwischen Hans Roeseler (Mitglied des Vereins Deutscher Studenten [VDSt] und des Vereins Kriegerhilfe Ost [VKO]), Max Hildebert Boehm, Arthur Moeller van den Bruck und Heinrich von Gleichen-Rußwurm im Weihenstephan an der Potsdamer Brücke in Berlin der Zusammenschluss der Solidarier mit dem VKO und damit die Gründung eines neuen Klubs beschlossen. Der Gründungskreis bestand neben den vier oben genannten aus weiteren neun Personen, die Akademiker der jüngeren Generation waren und sich zum größten Teil journalistisch betätigt hatten. In der ersten Zeit traf man sich in der Wohnung Heinrich von Gleichen-Rußwurms in der Potsdamer Privatstraße 121i, weswegen es zunächst zu der Namensgebung I-Klub kam. Aus Protest gegen die Unterzeichnung des Versailler Vertrags am 28. Juni 1919 und als Gegengewicht zum linksorientierten Berliner Novemberklub benannte man sich drei Monate nach der Gründung der Vereinigung in „Juniklub“ um. In Max Hildebert Boehms Buch Ruf der Jungen spricht dieser sogar von einer im Namen enthaltenen chiffrierten Programmatik. So stehe die Buchstabenfolge für Juvenum Unio Novum Imperium.

### Hochschule für nationale Politik
Als Lehr- und Forschungsinstitut gründete der Klub 1920 in Berlin die Politischen Kollegs, welche bis 1924 eine Reihe von politischen Kursen durchführten. Daraus entstand 1922 die Hochschule für nationale Politik mit ihren Winterlehrgängen und Prüfungen, die von ihren Gründern, Baron Gleichen und Martin Spahn, geleitet wurde. Daran beteiligt waren jungkonservative Kreise, der Juniklub und die Deutschnationale Volkspartei. Es wird als Gegenstück zu der Deutschen Hochschule für Politik angesehen, mit der es in den Jahren 1927–1930 eine Arbeitsgemeinschaft einging.

### Umzug in die Motzstraße 22
Ende 1920 siedelte der Juniklub in das Haus des Deutschen Schutzbundes für das Grenz- und Auslanddeutschtum in die Motzstraße 22 in Berlin-Schöneberg um. Seitdem wurde das Klubleben straffer organisiert u. a. traf man sich nun zu festen Terminen und es wurden offizielle Mitgliedskarten ausgeteilt.

### Auflösung
Am 24. April 1924 trafen sich die Mitglieder zu einer Versammlung über die Auflösung des Klubs. Es gab dafür mehrere Gründe. Zum einen konnte die innere Geschlossenheit aufgrund von unterschiedlichen Standpunkten, wie zum Beispiel zum 1923 in München erfolgten Hitlerputsch, nicht mehr aufrechterhalten werden. Heinrich von Gleichen-Rußwurm verfolgte eine Umwandlung des Juniklubs in einen Herrenklub, was auf starken Widerstand bei Arthur Moeller van den Bruck traf, da ihm schon die Namensgebung reaktionär erschien. Auch fehlte eine Richtschnur für das konkrete politische Handeln, was unweigerlich zu Kollisionen führte und die Krise damit verstärkte. Bis 1924 wuchs die Mitgliederzahl des Klubs auf 1.000 Personen an. Die Exklusivität ging damit verloren, was eine abnehmende Integrationskraft des Klubs zur Folge hatte. Zum anderen war die Zeit um 1923/1924 von politischer Entspannung in der Weimarer Republik geprägt. Viele arrangierten sich mit der Weimarer Republik, wodurch dem Klub die Basis genommen wurde. Der wohl entscheidende Punkt zur Auflösung des Juniklubs war die Erkrankung und der darauf folgende Freitod von Moeller van den Bruck 1925, womit der Juniklub sein Gesicht verlor.
Viele Mitglieder organisierten sich mit der Auflösung des Juniklubs in anderen Vereinigungen. Heinrich von Gleichen-Rußwurm gründete im Dezember 1924 den Deutschen Herrenklub und Max Hildebert Boehm im April 1926 das Institut für Grenz- und Auslandsstudien. Im Frühjahr 1927 wurde ein Versuch gestartet, die frühere Einigkeit wieder aufzubauen, doch dieser missglückte.
Initiatoren waren unter anderem: Hans Roeseler, Max Hildebert Boehm, Otto de la Chevallerie, Albert Dietrich, Fritz Ehrenforth, Paul Fechter, Karl Hoffmann, Wilhelm von Kries, Alexander Ringleb, Franz Röhr und Werner Wirths.

## Struktur

### Mitglieder
Es seien meist um die 120 bis 150 Mitglieder und geladene Gäste gewesen, die sich zu den Veranstaltungen an den Dienstagabenden des Juniklubs trafen. Die Mitglieder bestanden aus einer sich selbst so sehenden Elite, die von der wilhelminischen Epoche und dem Weimarer „Parteienstaat“ enttäuscht waren. Eine Mitgliedschaft zu erwerben gestaltete sich sehr schwer, da schon in den Dreiunddreißig Sätzen und später in der Klubsatzung festgeschrieben wurde, dass für den Erwerb der Mitgliedschaft das Vertrauen aller Angehörigen des Juniklubs nötig sei. Sprach auch nur einer begründet sein Misstrauen aus, war die Mitgliedschaft ausgeschlossen. Frauen wurde die Mitgliedschaft allgemein verwehrt. Die Mitglieder kamen insbesondere aus Kreisen Intellektueller und Journalisten, aber auch aus dem Militär, der höheren Beamtenschaft und der Industrie. Es trafen Männer der verschiedensten gesellschaftlichen Stellung und Gesinnung zusammen.

„Übereinstimmend wurde […] von ehemaligen Mitarbeitern des Juni-Klubs berichtet, daß zu den beglückenden Erlebnissen aus dieser Zeit die Tatsache zähle, daß soziale, konfessionelle und auch weltanschauliche Schranken im Klub fielen, so daß sich Männer der verschiedensten gesellschaftlichen Stellung und Gesinnung hier zu angeregten, sachlichen Gesprächen treffen konnten. Vornehmlich im ersten Jahre seines Bestehens begegneten sich bei den politischen Abenden des Klubs Männer, die sich später nicht selten als politische Gegner befehdeten.“

Zugleich gab es im Juniklub unterschiedliche Fraktionen. Für den katholischen Konservatismus standen Martin Spahn, Heinz Brauweiler und Eduard Stadtler sowie auch Franz Röhr und Heinrich Herrfahrdt. Eine weitere Fraktion bildete der VDSt und seine Vertreter Hans Roeseler, Walter Szagunn, Fritz Ehrenforth, Carl Georg Bruns, Hermann Ullmann, Karl Maßmann, Erich von Oettingen, Karl Manteuffel-Katzdangen. Eine dritte Gruppe bestand auch vorrangig in der Presse aktiven Männern wie Werner Wirths, Walter Schotte, Hans Heinrich Schaeder, Walther Schulz, Frithjof Melzer, Fritz Hesse, Paul Fechter und Fred de la Trobe. Außerdem zugehörig waren Karl Hoffmann, Wilhelm von Kries und Rudolf Böhmer, Paul Lejeune-Jung, Cäsar von Schilling, Hans Schwarz, Gustav Steinbömer und Albert Dietrich als Teilnehmer von Klubabenden.

### Mitarbeiter
Zu den Mitarbeiter des Juni-Klubs gehörten Moeller van den Bruck, August Winnig, Heinrich von Gleichen-Rußwurm, Martin Spahn, Georg-Ernst Graf von Bernstorff, Max Hildebert Boehm, Heinrich Rogge, Karl Anton von Rohan, Walter Schotte, Eduard Stadtler, Wilhelm Stapel und Hermann Ullmann.

### Publikationen
Man traf sich zunächst täglich in einem engen Kreis in von Gleichen-Rußwurms Wohnung und veröffentlichte als erste publizistische Gemeinschaftsarbeit ein politisches Wörterbuch, in welchem auch die Anschauungen der Gruppe festgehalten wurden. Kurz nach der Gründung wurde unter Mitarbeit Moeller van den Brucks ein Programm in Form von Dreiunddreißig Sätzen formuliert, in welchem sich der Klub als eine Gemeinschaft definiert. Zum Sprachrohr des Juniklubs wurde am 1. Januar 1920 die Wochenzeitschrift Gewissen, welche seit 9. April 1919 vom ehemaligen Frontoffizier Werner Wirths unter dem Namen Das Gewissen, unabhängige Zeitung für Volksbildung veröffentlicht wurde. Schon vor Erwerb dieser Zeitung durch den Juniklub wurde der Großteil der journalistischen Arbeit für die Zeitung von Mitgliedern des Juniklubs verfasst. Andererseits gab es keinen Automatismus, denn eine Reihe von ambitionierten Juni-Klub-Mitgliedern publizierte nie im Gewissen. Ebenso gab es Artikel von Sympathisanten des Klubs, die aber nicht in Berlin wohnten.
Als Zielgruppe sah man die konservativ gesinnte Jugend. Hauptsächlich war Arthur Moeller van den Bruck als Journalist beim Gewissen tätig und veröffentlichte ausführliche Artikel, die „Wochenchronik“ und die „Kritik der Presse“, doch trug er ebenfalls die Hauptlast der Redaktion, da der Herausgeber Eduard Stadtler oft aufgrund langer Vortragsreisen abwesend war. Durch seine vielen Veröffentlichungen in Zeitungen und Büchern wurde Moeller van den Bruck schnell zur ideologischen Führung und galt innerhalb der Vereinigung als „heimlicher König“. Publikationen gab es ebenfalls über die verbandseigene Zeitung hinaus in fast allen anderen konservativen Zeitschriften, so z. B. im Deutschen Volkstum, Die Deutsche Rundschau und Die Hochschule. In den ersten Monaten versuchte man die öffentliche Meinung auf Rednerveranstaltungen zu beeinflussen, doch entsprach dies weder dem Stil Heinrich von Gleichen-Rußwurms noch des sich zurückhaltenden Moeller van den Brucks und so konzentrierte sich der Juniklub auf seine inneren Diskussionsrunden und publizistischen Arbeiten. Lediglich Eduard Stadtler und einige weitere Mitglieder (u. a. Max Hildebert Boehm) traten ans Rednerpult und erzielten damit Erfolge für ihre politische Organisation.

### Kontakte
Auf Einladung Rudolf Pechels trat Adolf Hitler 1922 im Klub auf, konnte jedoch keinen der Teilnehmer für die NSDAP gewinnen. Enge Kontakte bestanden zu Karl Haushofer.